# Gian Giorgio Trissino

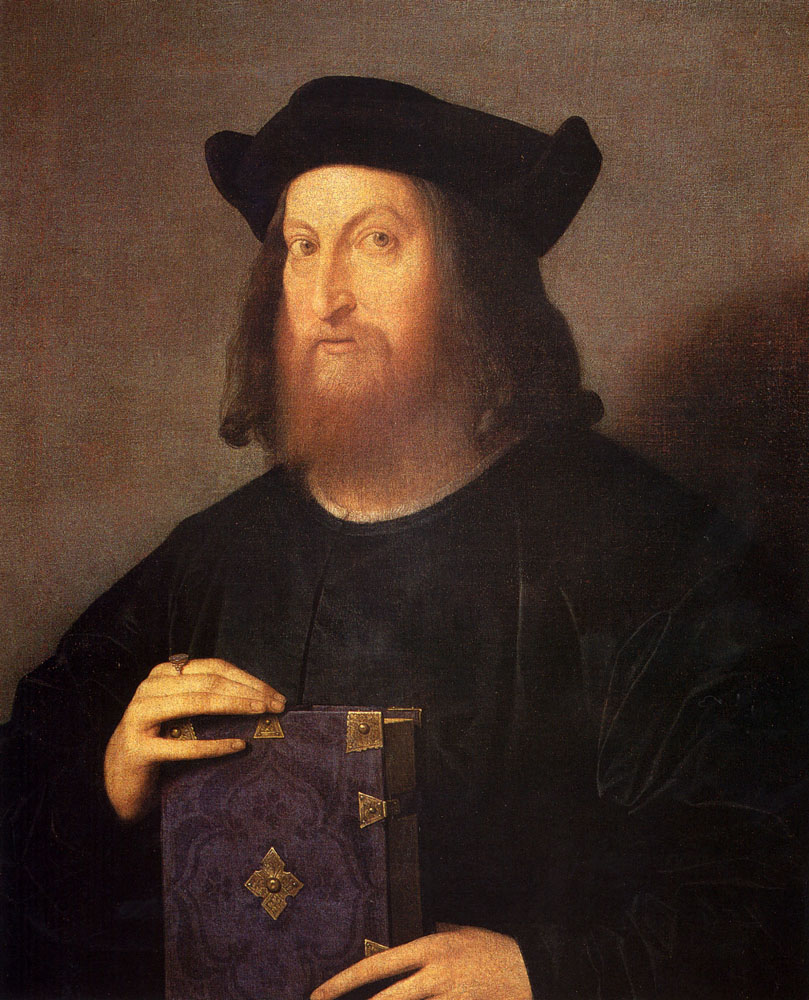
Gian Giorgio Trissino, porträtterad 1510 av Vincenzo Catena

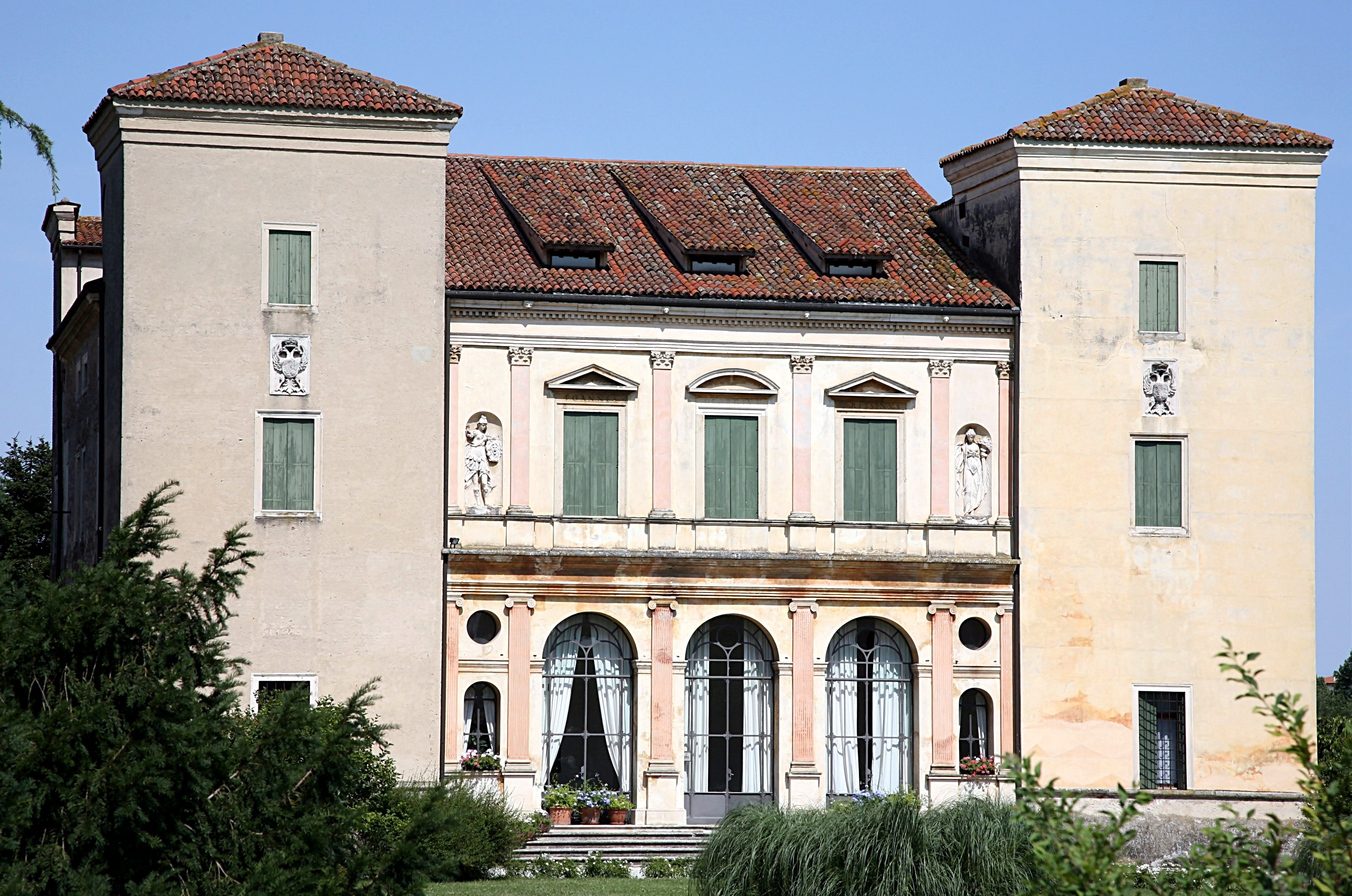
Villa Trissino i Cricoli

Gian Giorgio Trissino, född 8 juli 1478 i Vicenza, död 8 december 1550 i Rom, var en italiensk renässanshumanist, poet, dramatiker, diplomat och grammatiker.

## Biografi
Trissino föddes i en patricierfamilj i Vicenza men förvisades från Venedig av politiska skäl, och reste till Tyskland och Lombardiet. Han kom så småningom under beskydd av påvarna Leo X, Clemens VII och Paulus III.
Han hade fördelarna av en god humanistisk utbildning och hade studerat grekiska under Demetrius Chalcondylas i Milan och filosofi under Niccolò Leoniceno på Ferrara. Hans kultur tilltalade den humanistiske Leo X, som 1515 skickade honom till Tyskland som hans nuntie och senare Clemens VII, som favoriserade honom och använde honom som ambassadör.
År 1532, gjorde kejsaren Karl V Trissino till pfalzgreve. Trots hans förvisning från Vicenza 1509 då hans familj hade gynnat Maximilian, högaktdes han i hela Italien. Varhelst han bosatte sig, uppstod ett centrum för möten med forskare, litteratörer, och de mest kultiverade männen av tiden.
I modern europeisk litteraturhistoria intar Trissino en framträdande plats på grund av hans tragedi Sofonisba (ca 1515, utgiven 1524). Baserat på kartagianska lady Sofonisbas liv och inspirerad av gamla tragedier, var det kanske den första tragedin i början av modern tid att respektera de klassiska reglerna. Den blev ett exempel för de europeiska tragedier under hela 1500-talet. Det översattes till franska av Mellin de Saint-Gelais och spelades med stor uppmärksamhet 1556 på Château de Blois.
Som en förkämpe för aristotelisk regelbundenhet, ogillade Trissino riddareposets frihet, som det skrivits av Ariosto. I sin egen komposition, l'Italia Liberata dai Goti (1547-1548), som handlar om Belisarius’ fälttåg i Italien, försökte han visa att det var möjligt att skriva folklig episk dikt i enlighet med de klassiska reglerna. Resultatet är en kall och färglös komposition. Som Nicholas Birns påpekar, tvingade valet av bysantinskt-ostrogotiskt krig från 500-talet som ett ämne, Trissino att ta itu med barbariska teman som han, som extrem klassicist, kände litet släktskap med.

### Lingvistik
Trissinos ansträngningar inom lingvistik ledde till livliga reaktioner i den tidens litterära värld. Med utgångspunkt från Dante, förespråkade han berikande av det italienska språket och alfabetet, och hyllade i sin Castellano (1529) teorin att språket är en ansamling av bidrag från olika specifika centra i Italien istället för att ha sin grund i ett toskanska ursprung. Hans teori stöddes även av publiceringen 1529 av hans översättning av Dantes De vulgari eloquentia, som Trissino hade räddat från bli bortglömt.

### Andra litterära verk
I Simillimi (1548), som är en version av Menæchmi av Plautus, i Ritratti (1524), som är ett sammansatt porträtt av kvinnlig skönhet, och Poetica, som innehåller hans summering av de aristotelesiska principerna för litterära komposition, innefattas resten av hans viktiga skrifter.